# Agraphydrus
Agraphydrus (лат.) — род жуков-водолюбов подсемейства из Acidocerinae (Hydrophilidae). Около 200 видов.

## Распространение
Афротропика, Австралазия, Палеарктика (Иран, Китай, Корея, Пакистан, Япония), Юго-Восточная Азия.

## Описание
Жуки-водолюбы мелких размеров, длина тела от 1,4 до 4,8 мм. В усиках 8 члеников. Формула лапок равна 5-5-5. Тело вытянуто-овальное, в целом умеренно выпуклое. Цвет тела желтовато-коричневый. Глаза с прямым передним краем при виде сбоку (без выемки), при виде сверху слегка выступают из контура головы. Наличник умеренно выпуклый, в четкой систематической пунктировке, его передний край слегка или отчетливо выемчатый. Agraphydrus можно найти в чрезвычайно широком диапазоне местообитаний, от рек, ручьёв и лесных бассейнов до гигропетрических сред вокруг водопадов или водопросачиваний через скалы; несколько видов были собраны в наземных местообитаниях путем просеивания мха и листьев у водоёмов или в гравии на берегу реки; во многих случаях были обнаружены образцы, связанные с плавающей растительностью, мхами и водорослями.

## Классификация
В составе Agraphydrus описано около 200 видов (это крупнейший род подсемейства). Включён в состав родовой группы Agraphydrus group.
- Agraphydrus punctatellus Régimbart, 1903
- Agraphydrus abrasus Komarek & Freitag, 2020
- Другие